# Seznam guvernerjev Minnesote
Seznam guvernerjev Minnesote.

## Guvernerji Teritorija
| Ime                  | Nastopil | Zapustil | Stranka  |
| -------------------- | -------- | -------- | -------- |
| Alexander Ramsey     | 1849     | 1853     | Whig     |
| Willis Arnold Gorman | 1853     | 1857     | Demokrat |
| Samuel Medary        | 1857     | 1858     | Demokrat |

## Guvernerji države
| Ime                                | Nastopil | Zapustil | Stranka                              | Namestnik(i) guvernerja                                      |
| ---------------------------------- | -------- | -------- | ------------------------------------ | ------------------------------------------------------------ |
| Henry Hastings Sibley              | 1858     | 1860     | Demokrat                             | William Holcombe                                             |
| Alexander Ramsey                   | 1860     | 1863     | Republikanec                         | Ignatius Donnelly Henry Adoniram Swift                       |
| Henry Adoniram Swift               | 1863     | 1864     | Republikanec                         | —                                                            |
| Stephen Miller                     | 1864     | 1866     | Republikanec                         | Charles D. Sherwood                                          |
| William Raine Marshall             | 1866     | 1870     | Republikanec                         | Thomas H. Armstrong                                          |
| Horace Austin                      | 1870     | 1874     | Republikanec                         | William H. Yale                                              |
| Cushman Davis                      | 1874     | 1876     | Republikanec                         | Alphonso Barto                                               |
| John Sargent Pillsbury             | 1876     | 1882     | Republikanec                         | James B. Wakefield Charles A. Gilman                         |
| Lucius Frederick Hubbard           | 1882     | 1887     | Republikanec                         | Charles A. Gilman                                            |
| Andrew Ryan McGill                 | 1887     | 1889     | Republikanec                         | Albert E. Rice                                               |
| William Rush Merriam               | 1889     | 1893     | Republikanec                         | Albert E. Rice Gideon S. Ives                                |
| Knute Nelson                       | 1893     | 1895     | Republikanec                         | David Marston Clough                                         |
| David Marston Clough               | 1895     | 1899     | Republikanec                         | Frank A. Day                                                 |
| John Lind                          | 1899     | 1901     | Demokrat                             | Lyndon Ambrose Smith                                         |
| Samuel Rinnah Van Sant             | 1901     | 1905     | Republikanec                         | Lyndon Ambrose Smith Ray W. Jones                            |
| John Albert Johnson                | 1905     | 1909     | Demokrat                             | Ray W. Jones Adolph Olson Eberhart                           |
| Adolph Olson Eberhart              | 1909     | 1915     | Republikanec                         | Edward Everett Smith Samuel Y. Gordon Joseph A. A. Burnquist |
| Winfield Scott Hammond             | 1915     | 1915     | Demokrat                             | Joseph A. A. Burnquist                                       |
| Joseph A. A. Burnquist             | 1915     | 1921     | Republikanec                         | George H. Sullivan Thomas Frankson                           |
| Jacob Aall Ottesen Preus           | 1921     | 1925     | Republikanec                         | Louis L. Collins                                             |
| Theodore Christianson              | 1925     | 1931     | Republikanec                         | William Ignatius Nolan Charles E. Adams                      |
| Floyd B. Olson                     | 1931     | 1936     | Kmečko-delavska                      | Henry M. Arens Konrad K. Solberg Hjalmar Petersen            |
| Hjalmar Petersen                   | 1936     | 1937     | Kmečko-delavska                      | William B. Richardson (v.d.)                                 |
| Elmer Austin Benson                | 1937     | 1939     | Kmečko-delavska                      | Gottfrid Lindsten                                            |
| Harold Stassen                     | 1939     | 1943     | Republikanec                         | C. Elmer Anderson Edward John Thye                           |
| Edward John Thye                   | 1943     | 1947     | Republikanec                         | Archie H. Miller C. Elmer Anderson                           |
| Luther Wallace Youngdahl           | 1947     | 1951     | Republikanec                         | C. Elmer Anderson                                            |
| C. Elmer Anderson                  | 1951     | 1955     | Republikanec                         | Ancher Nelsen Donald O. Wright                               |
| Orville Freeman                    | 1955     | 1961     | Demokratična-kmečka-delavska         | Karl Rolvaag                                                 |
| Elmer L. Andersen                  | 1961     | 1963     | Republikanec                         | Karl Rolvaag                                                 |
| Karl Rolvaag                       | 1963     | 1967     | Demokratična-kmečka-delavska         | Alexander McKenzie Keith                                     |
| Harold LeVander                    | 1967     | 1971     | Republikanec                         | James B. Goetz                                               |
| Wendell Anderson                   | 1971     | 1976     | Demokratična-kmečka-delavska         | Rudy Perpich                                                 |
| Rudy Perpich                       | 1976     | 1979     | Demokratična-kmečka-delavska         | Alec G. Olson                                                |
| Al Quie                            | 1979     | 1983     | Samostojni republikanec              | Lou Wangberg                                                 |
| Rudy Perpich                       | 1983     | 1991     | Demokratična-kmečka-delavska         | Marlene Johnson                                              |
| Arne Carlson                       | 1991     | 1999     | Samostojni republikanec/Republikanec | Joanell Dyrstad Joanne E. Benson                             |
| Jesse Ventura (James George Janos) | 1999     | 2003     | Reformist/Samostojna                 | Mae Schunk                                                   |
| Tim Pawlenty                       | 2003     | danes    | Republikanec                         | Carol Molnau                                                 |